# Konstprojektet 1967 på Hemvägen
Konstprojektet 1967 på Hemvägen var ett projektet för att utföra konstnärlig utsmyckning på fasaderna i bostadsområdet Hemvägen i Karlstad.
När Karlstads Bostadsaktiebolag beslutade att uppföra ett nytt bostadsområde på Våxnäs avsatte man 100 000 kronor för att utsmycka fastigheterna. För att få lokalt anknutna konstnärer till projektet vände man sig till Konstnärernas Riksorganisations värmlandsavdelning (KRO) med en förfrågan om det fanns intresse bland de anslutna konstnärerna att utföra konstnärlig utsmyckning på fasaderna i området. Tio konstnärer (Gertrud Bensow-Lööf, Ingemar Lööf, Gunhild Kulander, Evert Lundberg, Axel Hennix, Lasse Sandberg, Niklas Göran, Janne Lundgren, Paavo Kerovaara och Inga Almlöf-Holmström) fick uppdrag att smycka husgavlarna samt Ove Lindblom som fick uppdraget att utsmycka lektorget. Konstnärerna fick relativt fria händer att utforma konstverken i motiv, teknik och material. I stort sett den enda begränsningen var storleken och placeringen som beslutades av arkitekten Lars-Erik Havstad. Eftersom det var tio fristående konstnärer kom både motiv och material att variera, bland annat användes koppar, tenn, rostfritt stål, keramik, trä och cement. I anslutning till verken placerades skyltar med respektive konstnärs namn samt verkets titel. Vid lektorget uppfördes en bassäng och en konstellation av Ove Lindblom i form av betongpelare men bassängen avlägsnades senare på grund av drunkningsrisken.

## Konstprojektet 1967 på Hemvägen
| Titel                                        | Konstnär(er)          | Årtal | Beskrivning | Typ - material | Plats Koordinater                          | Bild        |
| -------------------------------------------- | --------------------- | ----- | ----------- | -------------- | ------------------------------------------ | ----------- |
| Lektorg                                      | Ove Lindblom          |       |             | Betong         | Mellan Hemvägen 1 och 2 koordinater saknas | Fler bilder |
| Solögat                                      | Paavo Kerovaara       |       |             |                | Hemvägen 1 koordinater saknas              | Fler bilder |
| Två Stolpar                                  | Ingemar Lööf          |       |             | Trä            | Hemvägen 3 koordinater saknas              | Fler bilder |
| På väg på vägg                               | Inga Almlöf-Holmström |       |             |                | Hemvägen 5 koordinater saknas              | Fler bilder |
| Rymdfantasi                                  | Janne Lundgren        |       |             |                | Hemvägen 7 koordinater saknas              | Fler bilder |
| Formar från havet                            | Evert Lundberg        |       |             |                | Hemvägen 9 koordinater saknas              | Fler bilder |
| Anno 1967                                    | Niklas Göran          |       |             | Brons          | Hemvägen 11 koordinater saknas             | Fler bilder |
| Livets gåvor. Nedbrytande krafter och balans | Axel Hennix           |       |             |                | Hemvägen 13 koordinater saknas             | Fler bilder |
| Träkubb på vägg                              | Gertrud Lööf          |       |             | Trä            | Hemvägen 15 koordinater saknas             | Fler bilder |
| Levande bakgrund till blåsten                | Gunhild Kulander      |       |             |                | Hemvägen 16 koordinater saknas             | Fler bilder |
| Har du sett min bygglåda                     | Lasse Sandberg        |       |             | Trä            | Hemvägen 19 koordinater saknas             | Fler bilder |